# Radio Norge
 Ikke at forveksle med P4 Radio Hele Norge.
Radio Norge, tidligere Kanal 24 og Kanal 4, er en norsk kommerciel radiokanal, det vil sige, reklamefinansieret radiostation, der begyndte at sende på 1. januar 2004 under navnet Kanal 24. Hovedkontoret ligger i Fredrikstad, med distrikskontor i Oslo, Kristiansand og Tromsø. Radio Norge haver udenlandske korrespondenter i New York, London, Paris, Berlin og Rio de Janeiro.
Radio Norge sendt FM4-nettet indtil 2017 og nu via kabel, DAB og internet, den fjerde nationale transmissionsnet for FM-radio (de første tre hører til NRKs P1, P2 og P3), efter at P4 Radio Hele Norge havde licens til ti år. Kanalen har siden fødslen været omgivet af megen turbulens, og havde blandt andet ændret sit navn fra den oprindelige kanal 4 til kanal 24, lige før kanalen startet at sende. 21. April 2008 skiftede kanalen navn igen, denne gang til Radio Norge. Radio Norge udførte en profil forandring og fokuserer i øjeblikket på varieret musik de sidste fire årtier samt norske nyheder hver time og hver halve time om morgenen og eftermiddagen. Om aftenen går radiokanal mere i dybden på dagens nyheds billede med en femten minutters nyhedsudsendelser fra. 21,00 til ved midnat.
Radio Norge er 100% ejet af SBS Radio Norge, der købte radiostationen af TV 2 Norge i december 2007.
Efter de nye målemetoder til radiolytning, Portable People Meter blev indført i maj 2006, fik kanalen en stigning i lyttetal. Kanalen har i øjeblikket mellem 600 000 og 700 000 daglige lyttere.

### Kanaler drevet af Radio Norge
- Radio Rock
- Radio Soft Arkiveret 23. januar 2018 hos  Wayback Machine
- Kiss Arkiveret 4. september 2017 hos  Wayback Machine
- Norsk Pop Arkiveret 7. november 2017 hos  Wayback Machine
- Vinyl
- Topp 40